# Passaporte suíço
Um passaporte suíço é o passaporte emitido para os cidadãos da Suíça para facilitar as viagens internacionais. Para viajar na Europa, os cidadãos suíços podem usar um bilhete de identidade com poucas exceções. O passaporte ou o bilhete de identidade permite a liberdade de circulação em qualquer um dos estados do Espaço Econômico Europeu e do Reino Unido .

## História do passaportes suíços
Os primeiros passaportes suíços foram emitidos em 10 de dezembro de 1915. O característico passaporte suíço vermelho foi criado em 1959. Até 1985, o passaporte suíço incluía apenas os idiomas nacionais da época (francês, alemão e italiano), além do inglês. O romanche foi adicionado no passo 85 posterior, depois de ter sido declarado o quarto idioma nacional suíço após um referendo. A ordem dos idiomas foi alterada para alemão, francês, italiano, romanche e inglês.

### Estrutura do passaporte suíço
Passaportes suíços posteriores (Passe 03, 06 e 10) contêm 40 páginas (em vez dos 32 anteriores) e uma página de dados. São fornecidas 36 páginas para vistos estrangeiros e carimbos oficiais. A primeira página contém a assinatura do portador, bem como o campo 11 "Observações oficiais". As páginas 2–3 contêm traduções dos rótulos de campo da página de dados em 13 idiomas (passo 03) e 26 (passo 06 e passo 10), respectivamente. Cada página possui um padrão de cores exclusivo, bem como uma cruz suíça incompleta que registra a cruz incompleta correspondente no verso quando mantida à luz. Nas páginas 8–33, a cruz suíça incompleta contém o nome impresso de um cantão e o ano em que ingressou na Confederação Suíça, com o brasão do cantão e um famoso marco no canto superior externo.

## Passaportes biométricos
Desde 15 de fevereiro de 2010, os passaportes não biométricos (passes 03, 06 e 85) não são mais emitidos.
Desde 1 de março de 2010 e de acordo com o Acordo de Schengen, os passaportes suíços são todos biométricos . Isso é necessário para viagens sem visto para os Estados Unidos.

### Página de dados
O passaporte suíço inclui os seguintes campos na página de dados de policarbonato
- Foto do portador do passaporte (também microperfurada no cartão de policarbonato)
- Tipo (PA - sem biometria, MP - com biometria, DP - passaporte temporário, PB - passaporte diplomático) [5]
- Código (CHE)
- Número do Passaporte
- 1 Apelido/Sobrenome
- 2 Nome(s) próprio (s)
- 3 Nacionalidade
- 4 Data de nascimento (dd.mm.aaaa)
- 5 Sexo (M / F)
- 6 Altura (cm)
- 7 Local de origem :  (município e cantão) (NB: o local de nascimento não está indicado nos documentos de identidade suíços)
- 8 Data de emissão
- 9 Autoridade
- 10 Data de validade

A parte inferior da página de dados é a zona legível por máquina .

### Nomes com diacríticos
Os nomes que contêm diacríticos (ä, ö, ü, à, ç, é, è, etc; a letra ß não é normalmente usada em alemão suíço) são escritos com diacríticos fora da zona legível por máquina, mas na zona legível por máquina, Os tremados alemães ( ä / ö / ü ) são transcritos como ae / oe / ue (por exemplo, M U ller se torna H UE ller) enquanto outras letras simplesmente omitir os diacriticos (p.ex. J E R O-me se torna J E R S ME e Fran ç ois torna-se FRAN C OIS) de acordo com as convenções da ICAO.
A transcrição acima é geralmente usada para passagens de avião etc., mas às vezes são usadas vogais simples (por exemplo, M U ller, em vez de M Ü ller ou M UE ller). As três variantes possíveis de ortografia com o mesmo nome (por exemplo, M ü ller / M ue ller / M u ller) em documentos diferentes pode levar a confusão, eo uso de duas grafias diferentes dentro do mesmo documento (como no passaporte) pode dar às pessoas que não estão familiarizadas com a ortografia alemã a impressão de que o documento é uma falsificação.

### Endossos
A página 1, além da linha de assinatura, é a área designada para autenticações oficiais (campo 11, "Observações oficiais").

### línguas
Todo o passaporte está escrito nos quatro idiomas oficiais (alemão, francês, italiano e romanche), além do inglês, com exceção da página 40, contendo apenas instruções de uso e cuidados. A página 2 contém traduções para 13 idiomas. No Passe 10, 13 idiomas adicionais foram adicionados em consideração aos 10 países adicionados à UE em 2004, além do norueguês e islandês para cobrir os idiomas dos estados da EFTA. Consequentemente, o passaporte suíço possui 26 idiomas, excedendo os passaportes da própria UE com 23 idiomas. Na contracapa, a frase "Este passaporte contém 40 páginas numeradas" está escrita nos 26 idiomas.

### Cronograma do passaporte suíço

#### Presente: Passe 10
Disponível a partir de 1 de março de 2010, o Passe 10 contém dados biométricos: uma fotografia e impressões digitais. A Suíça foi obrigada a implementar esse tipo de passaporte para participar do Acordo de Schengen . As páginas 2–3 contêm 26 traduções. O passe 10 é praticamente o mesmo que o passe 06, exceto por um chip com dados biométricos. Este passaporte foi aceito em um referendo popular em 17 de maio de 2009.

#### Passe 06
O passe 06 foi emitido a partir de 2006. Continha dados biométricos em um chip RFID . Este foi um protótipo do mais novo Passe 10, mas limitado a uma validade de 5 anos. Na página 2 contém 13 traduções. A versão mais antiga, Passe 03, ainda era utilizável até a data de vencimento, mas, devido ao Acordo de Schengen, teve que ser substituída por um passaporte biométrico após o vencimento.

#### Passaporte temporário (passaporte de emergência)
O passaporte temporário é freqüentemente chamado de "passaporte de emergência". De acordo com a lei suíça em relação aos documentos de identidade, ele só pode ser emitido quando não houver tempo para solicitar um passaporte regular ou um passaporte válido válido não puder ser apresentado (se o passaporte regular tiver sido perdido, destruído ou roubado, por exemplo), ou se um passaporte válido não atender aos requisitos necessários para viajar (por exemplo, quando o tempo de validade do passaporte não for longo o suficiente para entrar em um país estrangeiro, por exemplo, Rússia e China exigem mais de 6 meses de validade).
O passaporte temporário é o mesmo que o Passe 03, sem dados biométricos. A capa do passaporte temporário está claramente marcada com uma faixa branca na metade inferior da capa para distingui-lo de um passaporte comum. O passaporte temporário tem apenas 16 páginas. Não existe uma página de dados de policarbonato, mas uma página de dados de papel de segurança laminado. O passaporte temporário está em conformidade com os padrões internacionais de segurança para esses tipos de documentos e é legível por máquina.
O passaporte temporário pode ser solicitado no exterior em qualquer consulado ou embaixada suíça, escritório de passaporte doméstico ou nos aeroportos de Zurique, Basileia e Genebra .

#### Passe 03
O passe 03 foi emitido pela primeira vez em 1 de janeiro de 2003, porque seu antecessor não estava em conformidade com os padrões internacionais atuais. O Pass 03 também é o primeiro passaporte suíço equipado com uma página de dados de policarbonato legível por máquina. É idêntico ao Passe 06, exceto pelo fato de não conter dados biométricos.

#### Passe 85
O passe 85 foi introduzido pela primeira vez em 1 de abril de 1985. Sua página de dados não era legível por máquina. A capa em vermelho médio é decorada com uma grande cruz suíça e as palavras "Swiss Passport" verticalmente em 5 idiomas. Uma versão anterior do Pass 85 tinha apenas quatro idiomas, até que o romansh se tornou um idioma nacional na Suíça no final dos anos 80. Os recursos de segurança incluem papel reativo aos raios UV, marcas d'água com o número da página e a cruz suíça, impressão Guilloché com cores variadas, tinta de mudança de cor e elementos de registro de impressão quando o passaporte é sustentado pela luz. A fotografia do portador foi colada e gravada com dois selos. Fotografias em preto e branco eram aceitáveis no passo 85. Como nas versões mais antigas de passaporte, as cores dos cabelos e dos olhos do portador foram declaradas.

#### Passe 59
O passe 59, lançado em 1959, tinha uma capa vermelha escura com um brasão suíço à esquerda e em três linhas "Passeport Suisse", "Schweizerpass" e "Passaporto Svizzero". As páginas internas estavam em quatro idiomas: francês, alemão, italiano - os três idiomas nacionais da época - e inglês. Os recursos de segurança incluem marcas d'água e impressão Guilloché .

#### Pass 1932
O passe 1932 tinha uma capa marrom com um brasão suíço centralizado e não empregava nenhum recurso de segurança. A língua romana não foi usada.

#### Pass 1915
O passe 1915 tinha uma capa verde sem impressão e também possuía apenas os três idiomas oficiais suíços e nenhum recurso de segurança. Não havia restrições quanto ao tamanho da fotografia do portador, o que poderia se estender além das margens da página.

## Requisitos de visto

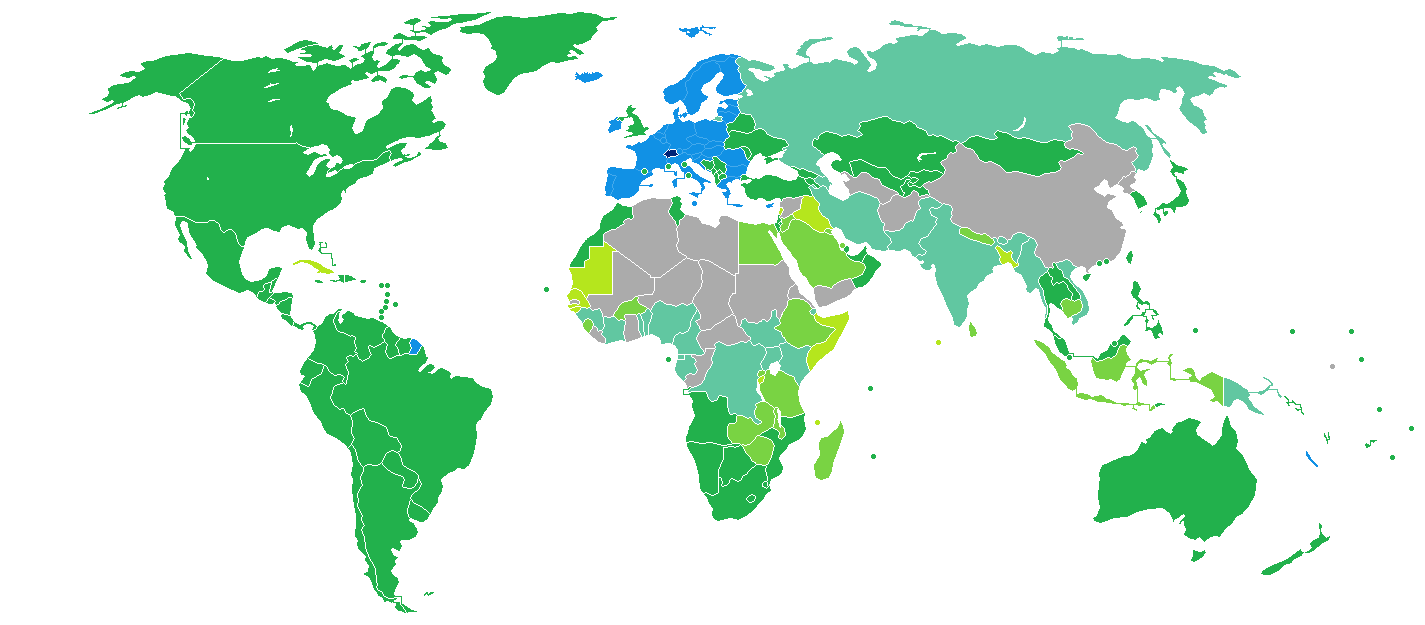
Requisitos de visto para portadores de passaporte regular da Suíça

Os requisitos de visto para portadores de passaporte suíço são restrições administrativas de entrada pelas autoridades de outros estados colocadas em nacionais da Suíça. A partir de 17 de fevereiro de 2019, os cidadãos suíços tinham acesso sem visto ou visto na chegada a 185 países e territórios, classificando o passaporte suíço em sexto no mundo em termos de liberdade de viajar (vinculado aos passaportes austríaco, britânico, holandês, norueguês e português), de acordo com o Henley Passport Index. Além disso, o Passport Index da Arton Capital classificou o passaporte suíço em quarto lugar no mundo em termos de liberdade de viajar, com uma pontuação de 164 sem visto (empatada com passaportes austríaco, belga, britânico, canadense, grego, irlandês, japonês e português), como de 17 de fevereiro de 2019.
Além disso, em virtude dos acordos bilaterais da Suíça com a UE, os cidadãos suíços têm liberdade de movimento para viver e trabalhar em todos os 27 estados membros da União Europeia, além da Islândia, Noruega e Liechtenstein.

## Dupla cidadania
A dupla cidadania é permitida na Suíça, mas os requisitos para a naturalização de estrangeiros variam de cantão para cantão. Cidadãos suíços do sexo masculino, incluindo cidadãos duplos, podem ser obrigados a prestar serviço militar ou civil, e os cidadãos suíços não podem participar de nenhum outro exército, a menos que sejam cidadãos e residam no país em questão. (A Guarda Suíça do Vaticano é considerada uma "polícia doméstica" e não um exército. )

## Preço
Preços em francos suíços (CHF) em 24 de janeiro de 2017
|                      | Passaporte | Passaporte combinado com carteira de identidade | Passaporte temporário | Cartão de identidade |
| -------------------- | ---------- | ----------------------------------------------- | --------------------- | -------------------- |
| Crianças até 18 anos | CHF 60     | CHF 68                                          | CHF 100               | CHF 30               |
| Adulto               | CHF 140    | CHF 148                                         | CHF 100               | CHF 65               |

Os passaportes temporários emitidos pela Polícia Federal nos aeroportos incorrem em uma taxa adicional de CHF 50.